# Anton Greinstetter
Anton Greinstetter (* 22. Oktober 1873 in Liebenau, Oberösterreich; † 12. Juli 1944 in Unterweißenbach) war Kaufmann und Politiker.

## Karriere
Von 1919 bis 1932, nach dem Ersten Weltkrieg, war Greinstetter Bürgermeister von Unterweißenbach. Zwischen 1919 und 1925 war er auch Abgeordneter im oberösterreichischen Landtag für die Christlichsoziale Partei. Greinstetter war verheiratet und hat einen Sohn. 